# Kecamatan Bandar Pusaka
Kecamatan Bandar Pusaka (indonesiska: Bandar Pusaka) är ett distrikt i Indonesien.   Det ligger i provinsen Aceh, i den västra delen av landet, 1 500 km nordväst om huvudstaden Jakarta.